# Kępie (Staszów)
Pour les articles homonymes, voir Kępie.
Kępie est une localité polonaise de la gmina d'Oleśnica, située dans le powiat de Staszów en voïvodie de Sainte-Croix.